# Verrus

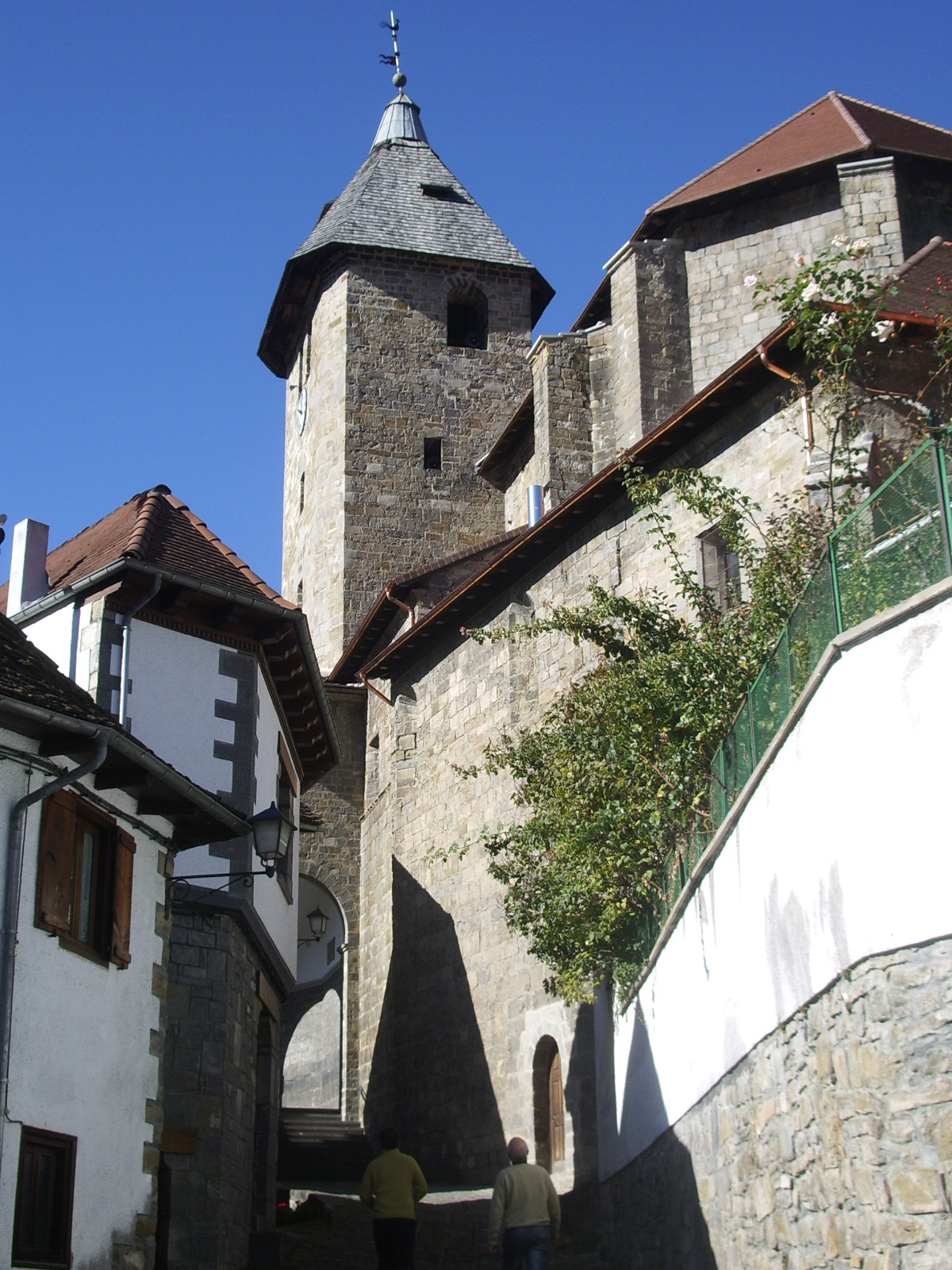
Iglesia de San Juan Evangelista en Ochagavía.

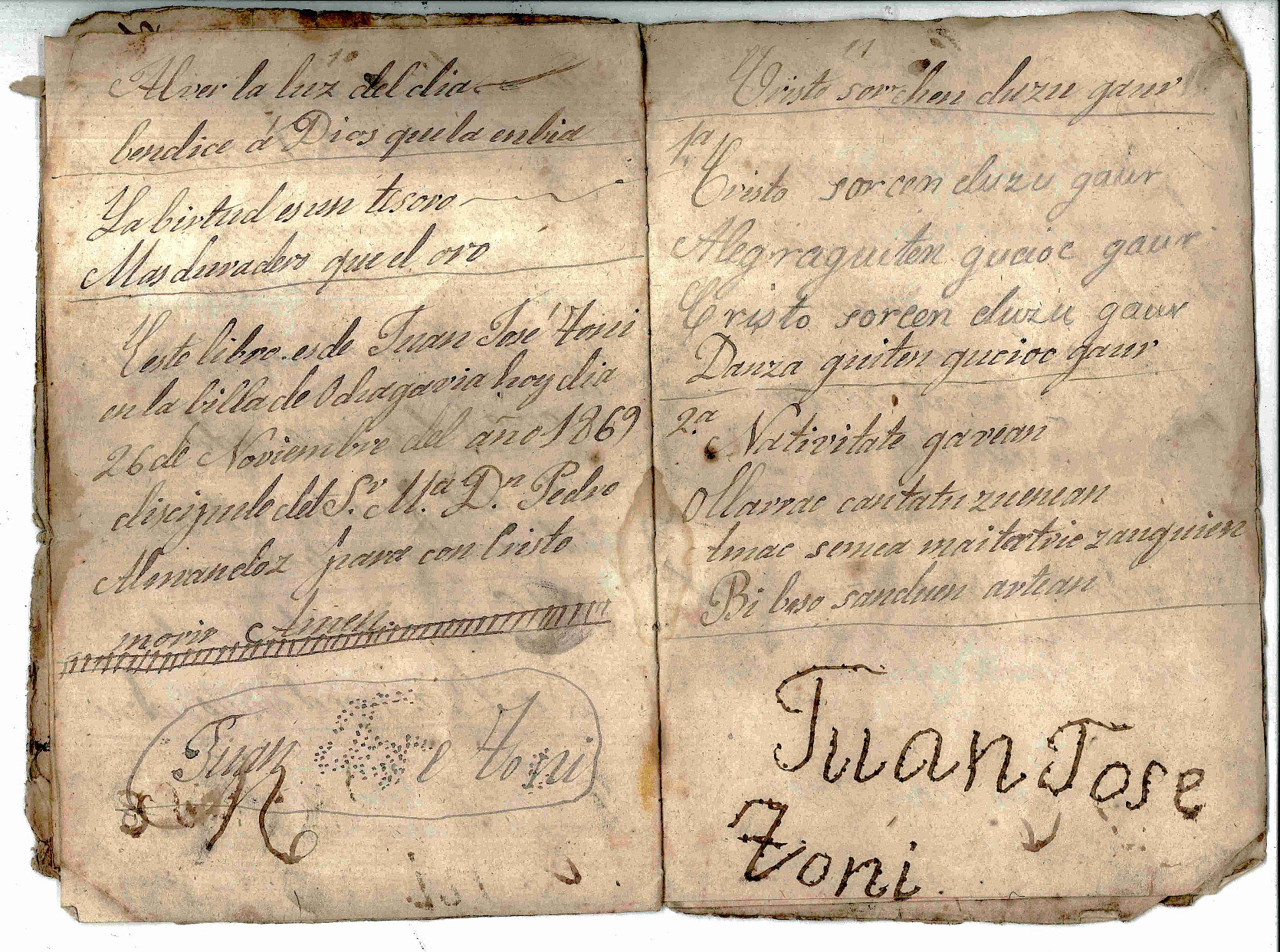
Documento de 1869, firmado por Juan José Toni, donde el autor copia el Berrus oído en Ochagavía.

Verrus (en euskera: Berrus) es un villancico navideño tradicional en euskera. Se canta el día de Navidad en Ochagavía. Como marca la tradición, los jóvenes van de casa en casa cantando esta canción y pidiendo el aguinaldo a las señoras y señores de la casa.
Aquí está la versión de 1869 documentada por Ekaitz Santazilia : 

## Berrus (versión de 1869)
1.

Cristo sorchen duzu gaur

Alegraguiten gucioc gaur

Cristo sorcen duzu gaur

Danza guiten gucioc gaur.

2.

Nativitate gavean

ollarrac cantatu zuenean

Amac semea maitatric zauquien

Bi beso sanduen artean.

3.

Yrur arzayac juan ciren

Beleneco portalera

Ama vergina icusizuten

Seme arequin bularrera.

4.

José chatarran verocen

Maria chiman edacen

Orducho artan ari menciren

Seme on vaten trojacen

Eta Jesucristoren vesticen.

5.

Bigarren visitara Yrur errguec

eguinzuten Mirra incienso eta

urrea Guciec ofrecituzuten.

6.

Orienteco erregueac

Yzarrac guiaturic

Adoratuzuten Jesus

Jangoico eta guizon eguinic.

7.

Consideratu viardugü

Vioz guciarequin

Ceroza pasatu zuten

Jesus vere amarequin.

8.

Beleneco portalea

Portale famatua

Cristo baitago sorturic

Gure Salvazalea

Gure Salvazalea

Eta munduan redentorea.

9.

Nativitate gabean

Cerua idiqui zuten

Ese contaco esucandria

Can sarvaledi Amen.

10.

Cristo sinda mundura

Gure rescatacera

Disponiguiten gende onac

Jesusen adoracera.
Ochagavia oy dia 27 de Fevrero del año 1869 Juan José Toni.

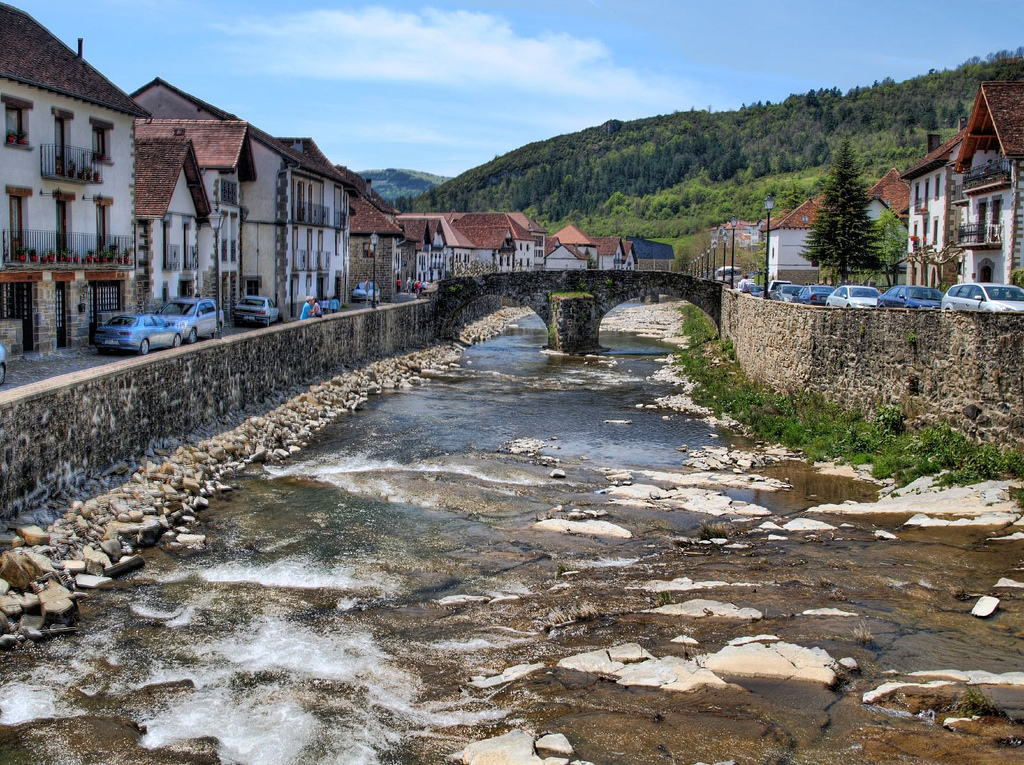
Río Anduña a su paso por Ochagavía.